# Sphagnopsida
Sphagnopsida is de botanische naam van een klasse van mossen, waartoe onder andere de veenmossen behoren.
De klasse omvat twee ordes, de Sphagnales (veenmossen), en de Ambuchananiales, een monotypische groep met slechts één soort, de voor Tasmanië endemische Ambuchanania leucobryoides.
De Sphagnopsida omvatten ongeveer 350 soorten.
- Orde: Sphagnales
  - Familie: Sphagnaceae
    - Geslacht: Sphagnum
      - Soort: Gewoon veenmos (Sphagnum palustre)
      - Soort: Hoogveen-veenmos (Sphagnum magellanicum)
- Orde: Ambuchananiales
  - Familie: Ambuchananiceae
    - Geslacht: Ambuchanania
      - Soort: Ambuchanania leucobryoides